# Karim Kerkar
Karim Kerkar (Givors, 3 de janeiro de 1977) é um ex-futebolista franco-argelino que atuava como meio-campista.

## Carreira em clubes
Jogou a maior parte de sua carreira, iniciada em 1997 no Gueugnon, no futebol dos Emirados Árabes Unidos, defendendo 6 clubes do país (Dubai Club, Emirates Club, Al Dhafra, Al-Fujairah, Ajman<ref>K. Kerkar signe à Ajman pour une saison[ligação inativa] e Al-Thaid).
Passou também no futebol da Escócia (Clyde e Dundee United), França (o já citado Gueugnon e Le Havre) e Catar (Al-Sailiya), além de uma rápida passagem pelo Manchester City. Aposentou-se em 2013, aos 34 anos.

## Seleção Argelina
Francês de origem, Kerkar não chegou a defender seleções de base em seu país de origem. Optou em defender a Argélia em 1998. Ele não chegou a disputar competições oficiais pelas Raposas do Deserto, onde atuou em 7 jogos em 4 anos de seleção.